# Madrid Open 2001
Il Madrid Open 2001 è stato un torneo di tennis giocato sulla terra rossa. È stata la 6ª edizione del torneo, che fa parte della categoria Tier III nell'ambito del WTA Tour 2001. Si è giocato a Madrid in Spagna, dal 21 al 27 maggio 2001.

## Campionesse

### Singolare
Arantxa Sánchez Vicario ha battuto in finale  Ángeles Montolio con il punteggio di 7–5, 6–0

### Doppio
Virginia Ruano Pascual /  Paola Suárez hanno battuto in finale  Lisa Raymond /  Rennae Stubbs con il punteggio di 7–5, 2–6, 7–6(4)